# 九號奧特克里克鎮區 (北卡羅萊納州厄齊康縣)
九號奧特克里克鎮區（英語：Township 9, Otter Creek）是位於美國北卡羅萊納州厄齊康縣的一個鎮區。

## 地方資料
九號奧特克里克鎮區的面積為66.82平方千米，皆為陸地。根據2020年美國人口普查的數據，當地共有人口1856人，而人口密度為每平方千米27.78人。